# Menostanes
Menostanes (o Menostates) (?-423 a. C.) era un noble persa, miembro de la Dinastía Aqueménida. Era hijo de Artario, sátrapa de Babilonia, y por lo tanto sobrino del rey Artajerjes I y nieto de Jerjes I.
Alrededor del 445 a. C. comandó, según Ctesias, una campaña contra el sátrapa rebelde Megabizo, resultando derrotado como lo había sido Usiris, el comandante que lo precedió. La paz con Megabizo se logró sellar en el 444 a. C., luego de negociaciones en las que participó su padre Artario.
En el 423 a. C. se produjo la muerte de Artajerjes I, siendo sucedido por su hijo Jerjes II. Cuarenta y cinco días más tarde de su ascenso al trono, Jerjes II fue asesinado por su medio hermano Sogdiano, quien recibió el apoyo de Menostanes y el eunuco Farnacias. Menostanes obtuvo el cargo de visir y se convirtió en comandante del ejército del rey, pero esto no le duraría mucho tiempo, ya que Oco, un tercer hijo de Artajerjes, se proclamó rey con el nombre de Darío II, y derrotó y dio muerte a Sogdiano. El eunuco Farnacias fue ejecutado, mientras que Menostanes se suicidó.
Aparte de Ctesias, no existen otras fuentes clásicas para Menostanes, pero sí es mencionado en algunas tablillas cuneiformes (donde es llamado Manuštånu) de la ciudad babilonia de Nippur, pertenecientes a la familia Murashu (Murašû), la que mantenía estrechas relaciones con él. Resulta significativo que Manuštånu desaparezca del archivo de la familia Murashu luego del asecnso al trono de Darío II. Sus dominios pasaron a Artahšar, el cual podría ser identificado con Artoxares, un partidario de Darío.

## Citas clásicas
- Ctesias, 41, 48, 49, 51  Archivado el 11 de enero de 2012 en Wayback Machine.